# Croton salutaris
Croton salutaris är en törelväxtart som beskrevs av Giovanni Casaretto. Croton salutaris ingår i släktet Croton och familjen törelväxter. Inga underarter finns listade i Catalogue of Life.